# Charles Marie de La Condamine
Charles-Marie de La Condamine (París, Francia 28 de enero de 1701-París, Francia 4 de febrero de 1774) fue un naturalista, matemático y geógrafo francés, famoso por su expedición a Sudamérica para la medición del meridiano terrestre en la zona del Ecuador.

## Biografía
Militar de profesión, pronto centró sus intereses en la Matemática y las exploraciones geográficas. Tras varios trabajos fue nombrado miembro de la expedición de 1735 a la Real Audiencia de Quito organizada por la Academia de las Ciencias Francesa en París para medir la longitud de un grado de meridiano terrestre a las proximidades del ecuador, y de esta manera poner fin al problema de la forma de la Tierra, que había atraído a los científicos europeos durante casi un siglo. Entre ellos Marie de la Condamine, en 1735 empezó a formar parte de la Misión Geodésicas Francesa-Europea, el mismo año. El interés de Condamine suscitaba en descubrir la geografía de territorios ecuatorianos. El objetivo era comparar esta medida con una equivalente realizada por otra expedición enviada a Laponia y así determinar si la Tierra está aplanada por los polos o por el ecuador. La expedición se instaló en Quito, entonces capital de la Real Audiencia de Quito, e inició sus trabajos con colaboración de ilustrados locales. Sin embargo, tuvo serios enfrentamientos con sus rivales, los tenientes de navío españoles Jorge Juan y Antonio de Ulloa, tanto respecto del levantamiento de Pirámides conmemorativas en Quito, cuanto a temas científicos y la profesionalización del científico.
La relación con sus colegas de expedición, Louis Godin y Pierre Bouguer, fue mala y pese al éxito de la misión y los considerables resultados científicos, La Condamine se separó y organizó por su cuenta una expedición por el Amazonas. Volvió a París el 1744 y publicó los resultados de sus hallazgos, entre los cuales está la primera descripción en Europa del curare preparado por muchas tribus amerindias. Su expedición confirmó la teoría de Newton por la cual la tierra era achatada en los polos y ensanchada en el paralelo 0.º o paralelo ecuador (véase: geoide), sin embargo, cabe destacar otras grandes aportaciones que realizó a lo largo de su expedición, tales como; el descubrimiento del caucho (que revolucionó la industria), la quinina (en concreto determinó la especie de quina que contenía más quinina para así remediar la malaria, posteriormente fue el único método utilizado a lo largo de 200 años). Igualmente, estableció los fundamentos para el actual Sistema métrico decimal. Fue elegido miembro de la Academia Francesa de Ciencias en 1760 por Buffon.

## Principales publicaciones

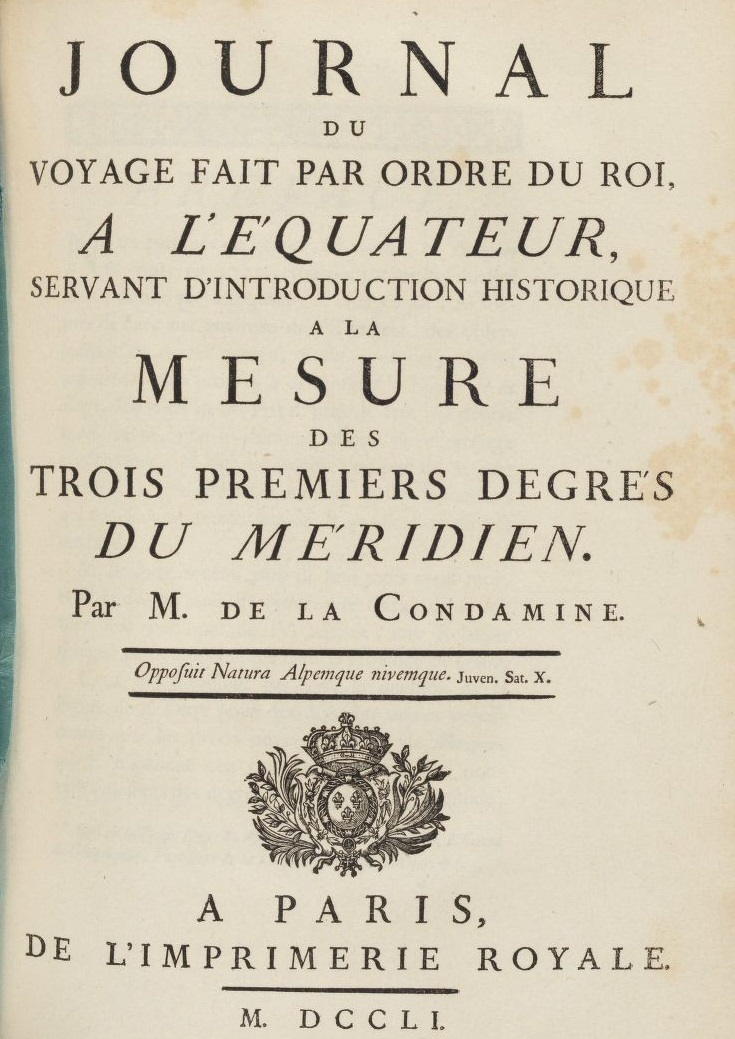
Journal du voyage fait par ordre du roi, a l’équateur, 1751

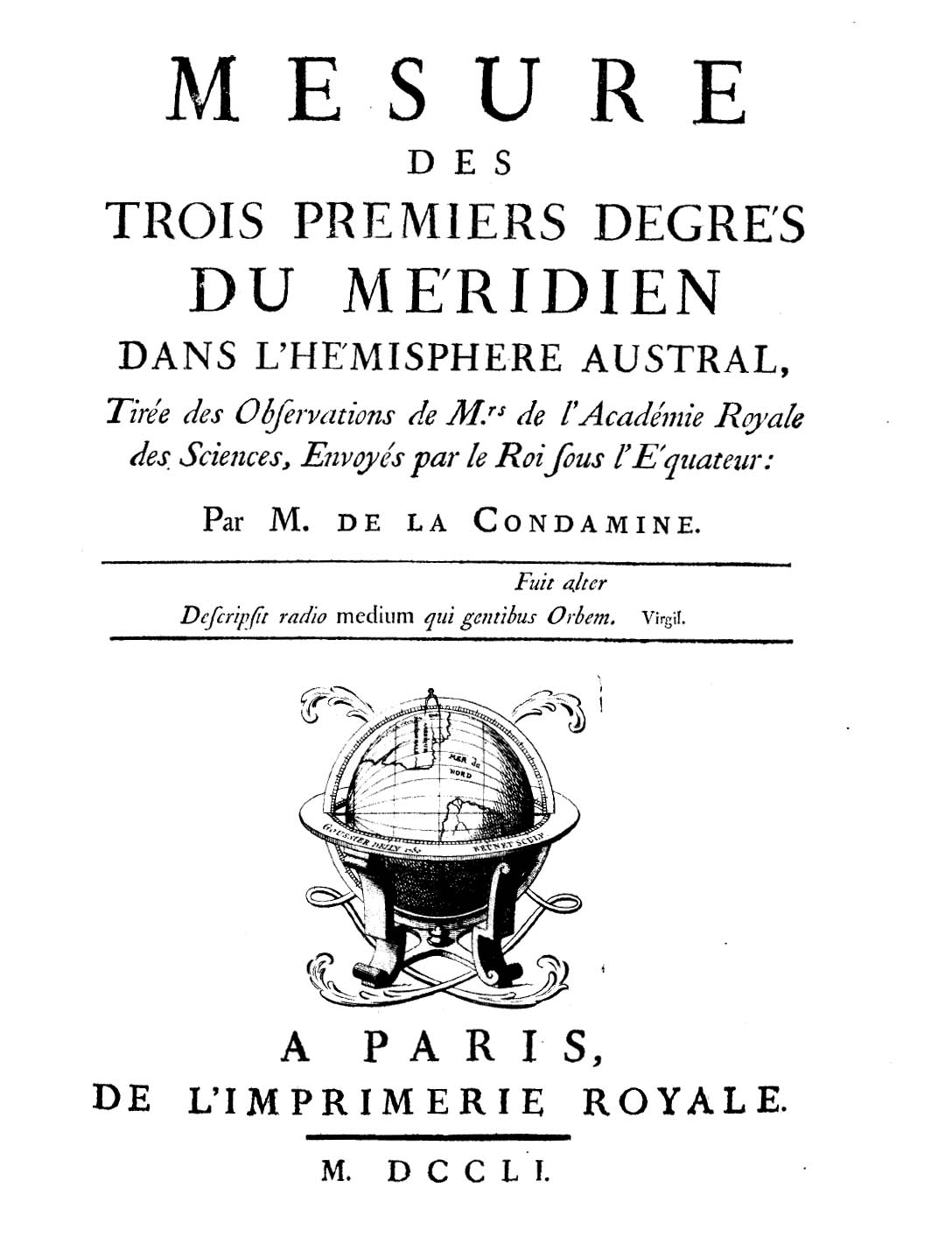
Mesure des trois premiers degrés du méridien dans l'hémisphere austral, 1751

- Relation abrégé d'un voyage fait dans l'intérieur de l'Amérique méridionale depuis la côte de la mer du Sud jusqu'aux côtes du Brésil et de la Guyane, en descendant la rivière des Amazones, lue à l'assemblée publique de l'Académie des sciences, le 28 avril 1745. 1745
- La Figure de la terre, déterminée par les observations de M. Bouguer et de La Condamine, envoyés par ordre du Roy au Pérou pour observer aux environs de l'Équateur, avec une Relation abrégée de ce voyage qui contient la description du pays dans lequel les opérations ont été faites, par M. Bouguer. 1749
- Journal du voyage fait à l'Equateur servant d'introduction historique à la Mesure des trois premiers degrés du Méridien. 1751
- Mesure des trois premiers degrés du méridien dans l'hémisphère austral, tirée des observations de MM. de l'Académie royale des sciences envoyés par le roi sous l'Équateur. 1751
- Histoire d'une jeune fille sauvage trouvée dans les bois à l'âge de dix ans. Atribuido a La Condamine, 1755
- Histoire de l'inoculation de la petite vérole, ou Recueil de mémoires, lettres, extraits et autres écrits sur la petite vérole artificielle. 1773

## Eponimia
- El cráter lunar La Condamine lleva este nombre en su memoria.[3]
- El asteroide (8221) La Condamine también conmemora su nombre.